# 1772
- Wikisource

| Calendário gregoriano                                                        | 1772 MDCCLXXII                      |
| Ab urbe condita                                                              | 2525                                |
| Calendário arménio                                                           | 1221 – 1222                         |
| Calendário bahá'í                                                            | -72 – -71                           |
| Calendário budista                                                           | 2316                                |
| Calendário chinês                                                            | 4468 – 4469 Início a 4 de fevereiro |
| Calendário copta                                                             | 1488 – 1489                         |
| Calendário etíope                                                            | 1764 – 1765                         |
| Calendários hindus - Vikram Samvat - Calendário nacional indiano - Cáli Iuga | 1827 – 1828 1693 – 1694 4872 – 4873 |
| Calendário Holoceno                                                          | 11772                               |
| Calendário islâmico                                                          | 1186 – 1187                         |
| Calendário judaico                                                           | 5532 – 5533                         |
| Calendário persa                                                             | 1150 – 1151                         |
| Calendário rúnico                                                            | 2022                                |
| Calendário solar tailandês                                                   | 2315                                |

1772 (MDCCLXXII, na numeração romana) foi um ano bissexto, de 366 dias, do Calendário Gregoriano, as suas letras dominicais foram  E e D, teve 53 semanas, teve início a uma quarta-feira, e terminou a uma quinta-feira.
| Ano completo                           |
| -------------------------------------- |
| Ano bissexto com início à quarta-feira |

## Eventos
- Data existente numa planta do Forte de São Sebastião de Angra remetida com outras à Secretaria da Guerra em Lisboa.
- O Laboratório Chimico da Universidade de Coimbra, onde se situa o Museu da Ciência, é mandado edificar pelo Marquês de Pombal.

### Fevereiro
- 18 de fevereiro - É fundada a Academia Científica do Rio de Janeiro.
- 28 de fevereiro - A assembleia de Boston ameaça com a secessão de Inglaterra, a menos que sejam mantidos os direitos das colónias.

### Março
- 8 de março - Dá-se a Batalha de Gulnabade, com a vitória afegã e a destruição do Império Safávida persa;
- 26 de março - Criada a Freguesia de São Francisco do Porto dos Casais, que deu origem à cidade de Porto Alegre. Essa é a data oficial da fundação da cidade.

### Agosto
- 19 de Agosto - Gustavo III restabelece a autoridade plena da monarquia na Suécia.

### Setembro
- 13 de setembro - É feito o voto para a construção Igreja de Nossa Senhora dos Milagres da Serreta, Angra templo cujas obras só se iniciaram em 1819, por iniciativa do general Francisco António de Araújo, então nomeado capitão-general dos Açores.

### Novembro
- 2 de novembro (a Janeiro de 1773) - Sob a direcção de Samuel Adams formam-se, em Massachusetts, Comités de Correspondência de acção contra a Inglaterra.
- 12 de novembro - Criada a vila de Alcobaça pelo Ouvidor José Xavier Machado Monteiro no local denominado Arraial de Itanhém, situado às margens do Rio Itanhém, ao sul da Capitania de Porto Seguro (actual Microrregião de Porto Seguro).

## Nascimentos
- 19 de abril — Luísa Isabel de Kirchberg, condessa de Sayn-Hachenburg (m.1827).

## Mortes
- 25 de Março - Emanuel Swedenborg, cientista, filósofo, teólogo, inventor, artíifice, literato, poliglota e médium sueco.
- 10 de Novembro - Pedro António Correia Garção, poeta português (n. 1724).

## Por tema
- 1772 na arte
- 1772 na ciência
- 1772 na literatura